# Médaille d'honneur pour acte de courage et de dévouement
La médaille d’honneur pour acte de courage et de dévouement est une distinction française récompensant toute personne qui, au péril de sa vie, se porte au secours d’une ou plusieurs personnes en danger de mort. Elle peut également être attribuée collectivement aux unités d’intervention et de secours avec, pour les personnels en service au moment des faits récompensés, le port d’une fourragère tricolore.

## Histoire
Les premières médailles d'honneur pour actes de courage et de dévouement, appelées médailles de sauvetage, ont été décernées sous Louis XIV et sous Louis XVI, mais ce n'est que le 2 mars 1820 que le roi Louis XVIII en organise l'attribution. Décernée par le ministre de la Marine afin de récompenser les marins qui se signaleraient par leur dévouement pour sauver les personnes ou les biens exposés à périr dans les flots, cette récompense honorifique pouvait être portée à la boutonnière, suspendue à un ruban tricolore.
Le 31 janvier 1833, une circulaire ministérielle autorise le ministère de l’Intérieur à décerner une médaille destinée à récompenser le courage et le dévouement des personnes qui, au péril de leur vie, en ont sauvé d’autres.
La Médaille de Sauvetage prendra, par décret du 16 novembre 1901, le nom de Médaille d’Honneur pour Actes de Courage et de Dévouement.

## Bénéficiaires
Actuellement, les règles de détail relatives à ces récompenses sont définies dans l'instruction n°3918 du 18 septembre 1956 et la circulaire du 14 avril 1970. Le critère à retenir pour l'octroi de la médaille pour actes de courage et de dévouement est la notion de risque certain encouru par le sauveteur à l'occasion d'un acte précis de courage et de dévouement.
Outre la lettre de félicitations et la mention honorable, il existe cinq degrés de récompense :
- bronze : décernée lorsque le sauveteur a réellement risqué sa vie, ou lorsque, s’il a couru des risques moindres, il est déjà titulaire d’une lettre de félicitations ou d’une mention honorable ;
- argent de 2e classe : la médaille d’argent est décernée exclusivement aux titulaires de la médaille de bronze qui ont, à nouveau, fait preuve de courage et d’abnégation ;
- argent de 1re classe : est attribuée aux personnes qui ont déjà accompli des sauvetages ou manifesté un courage exceptionnel ;
- vermeil : est décernée, avec une grande réserve, pour les actes d’une grande intrépidité, ainsi qu’aux titulaires d’au moins deux médailles d’argent ;
- or : est attribuée aux personnes ayant rendu, à plusieurs reprises, des services exceptionnels à leurs concitoyens. Elle n’est cependant généralement accordée qu’à titre posthume.

## Conditions d'obtention
En 1833, la médaille était décernée par trois ministères :
- l'Intérieur ;
- la Marine ;
- les Travaux publics.

Actuellement, l'attribution de cette médaille est régie par l'instruction n°3918 du 18 septembre 1956 et la circulaire du 14 avril 1970.
Le dossier est constitué d'un procès-verbal d'enquête établi par la police ou la gendarmerie, qui comprend les divers témoignages recueillis, mais également l'extrait no 2 du casier judiciaire.
Il comporte également un avis des chefs hiérarchiques, lorsque le sauveteur appartient à une administration publique.

## La distinction
Selon le ministère d'origine, trois médailles distinctes sont attribuées.

### Ministère de l’Intérieur
- Ruban : C'est un ruban tricolore bleu, blanc et rouge de 30 mm dont les bandes sont verticales et égales de 10 mm, avec une rosette tricolore de 20 mm sur la médaille d’or.
- Médaille : La médaille est ronde de 27 mm.
- Avers : palmes et couronnes tenues par une femme debout, entourée de trois scènes de sauvetage et surmonté du mot « DÉVOUEMENT ».
- Revers : cartouche rectangulaire nominatif, surmonté de « MINISTÈRE DE L’INTÉRIEUR » et « RÉPUBLIQUE FRANÇAISE ».
- Bélière : feuillage de chêne.
- Barrettes, sont ajoutées pour :
  - la médaille d'argent de 2e classe, une étoile d'argent ;
  - la médaille d'argent de 1re classe, deux étoiles d'argent ;
  - la médaille de vermeil, une étoile de vermeil ;
  - la médaille d'or, une petite rosette tricolore de 10 mm.

| Période              | Bronze | Bronze | Argent    | Argent     | Vermeil | Or        | Or         |
| Période              | Bronze | Bronze | 2e classe | 1re classe | Vermeil | 2e classe | 1re classe |
| Période              | Avers  | Revers |           |            | Vermeil |           |            |
| -------------------- | ------ | ------ | --------- | ---------- | ------- | --------- | ---------- |
| Troisième République |        | ?      | ?         | ?          | ?       | ?         | ?          |
| Troisième République |        |        | ?         | ?          | ?       | ?         | ?          |
| Second Empire        | –      | –      |           |            | –       |           |            |
| Second Empire        | –      | –      |           |            | –       |           |            |
| Modèle actuel        |        |        |           |            |         |           |            |
|                      |        |        |           |            |         |           |            |

### Ministère de la Défense(Marine nationale)
- Ruban : C'est un ruban tricolore bleu, blanc et rouge de 30 mm dont les bandes sont verticales et égales de 10 mm avec ancre rouge sur la bande blanche, ainsi que rosette tricolore et ancre d'or sur la médaille d’or.
- Médaille : La médaille est ronde.
- Avers : effigie de la République regardant à gauche avec inscription « RÉPUBLIQUE FRANÇAISE ».
- Revers : attributs marins avec cartouche rectangulaire nominatif, surmonté de « MINISTÈRE DE LA MARINE » et « COURAGE ET DÉVOUEMENT ».

Ruban de la médaille du ministère de la Défense.
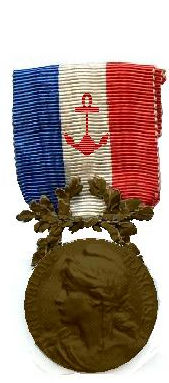
Médaille du ministère de la Défense

### Ministère des Transports(Marine marchande)
- Ruban : C'est un ruban tricolore bleu, blanc et rouge de 30 mm dont les bandes sont verticales et égales de 10 mm avec ancre rouge sur la bande blanche, ainsi que rosette tricolore et ancre d'or sur la médaille d’or.
- Médaille : La médaille est ronde.
- Avers : effigie de la République regardant à droite avec inscription « RÉPUBLIQUE FRANÇAISE ».
- Revers : attributs marins avec cartouche rectangulaire nominatif, surmonté de « MARINE MARCHANDE » et « COURAGE ET DÉVOUEMENT ».

Ruban de la médaille du ministère des transports
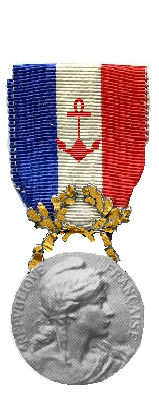
Médaille du ministère des transports

## Unités militaires
La médaille d'honneur pour acte de courage et de dévouement a été attribuée aux unités militaires suivantes :
- Brigade de sapeurs-pompiers de Paris (BSPP), à la suite du feu d'un hôtel rue de Provence à Paris le 18 septembre 2005 (échelon Or)
- Brigade de sapeurs-pompiers de Paris (BSPP), à la suite de l'explosion des rues de Trévisse et Erlanger du 28 mars 2019 et du sacrifice de quatre militaires du corps en un an: sergent-chef Lassus-David, caporal Henry, sergent Cartannaz et caporal Josselin (échelon Or)
- Brigade de sapeurs-pompiers de Paris (BSPP), à la suite de l'incendie de la cathédrale Notre-Dame du 15 avril 2019 (échelon Or)
- Bataillon de Marins Pompiers de Marseille (BMPM), à la suite de l'explosion suivi de l'effondrement d'un immeuble rue de Tivoli le 9 avril 2023 (échelon Or)
- Groupement de gendarmerie départementale de l'Aude à la suite des attentats du 23 mars 2018 (échelon Or).
- Unité d'instruction et d'intervention de la sécurité civile n°1 (UIISC 1)
- Unité d'instruction et d'intervention de la sécurité civile n°5 (UIISC 5)
- Unité d'instruction et d'intervention de la sécurité civile n°7 (UIISC 7)
- 17e régiment du génie parachutiste (17e RGP)
- État-major des formations militaires de la sécurité civile
- Centres opérationnels et états-majors de zone
- Centre opérationnel de gestion interministérielle de crises

## Unités civiles
La médaille d'honneur pour acte de courage et de dévouement a été attribuée aux unités civiles suivantes (liste non exhaustive) :
- Corps communal des Sapeurs-Pompiers de la ville d'Alger, une médaille de bronze décernée le 4 janvier 1947 pour les actions du corps durant la Seconde Guerre mondiale;
- Service du déminage de la Direction générale de la sécurité civile et de la gestion des crises ;
- Direction départementale de la sécurité publique 31 (police nationale), à la suite de l'explosion de l'usine AZF de Toulouse en 2001 ;
- Corps des sapeurs-pompiers de Belfort en 1946 pour ses actions durant la Seconde Guerre mondiale ;
- Corps communal des sapeurs-pompiers de Troyes dans l'Aube, à la suite de l'incendie du 9 janvier 1985 par −28 °C au cours duquel de nombreux sauvetages furent accomplis ;
- Corps départemental des sapeurs-pompiers du Gard (SDIS 30), une médaille de bronze à la suite des inondations de 1988 et une médaille d'argent décernée le 30 septembre 2021 pour l'ensemble des situations risquées auxquelles il a été confronté depuis 1988.
- Corps départemental des sapeurs-pompiers de Seine-et-Marne (SDIS 77), à la suite de la catastrophe ferroviaire de Melun en 1991 ;
- Corps départemental des sapeurs-pompiers de Vaucluse (SDIS 84), à la suite des inondations sur le département de 1992 à 1994;
- Corps départemental des sapeurs-pompiers des Yvelines (SDIS 78), à la suite de la tempête de décembre 1999 ;
- Corps départemental des sapeurs-pompiers de la Loire (SDIS 42), à la suite de la tempête de décembre 1999, le déraillement d'un train de transport de matières dangereuses à Saint-Galmier en mars 2000 et le feu de forêt du Pilat en août 2000 ;
- Corps départemental des sapeurs-pompiers de la Vienne (SDIS 86), à la suite de la tempête de 1999 (échelon argent) ;
- Corps départemental des sapeurs-pompiers des Hautes-Alpes (SDIS 05), à la suite d'incendies de forêts en 2003 ;
- Hôtel de police d'Évreux (DDSP 27), à la suite des émeutes de 2005 dans les banlieues françaises
- Corps départemental des sapeurs-pompiers du Tarn-et-Garonne (SDIS 82), à la suite des inondations de 2014
- Corps départemental des sapeurs-pompiers de l'Ariège (SDIS 09), à la suite des multiples feux de forêts durant l'hiver 2015;
- Corps départemental des sapeurs-pompiers des Alpes-Maritimes (SDIS 06), à la suite de l'attentat de Nice de 2016 (échelon Or) ;
- Hôtel de police de Nice (DDSP 06), à la suite de l'attentat de Nice de 2016 (échelon Or) ;
- Corps départemental des sapeurs-pompiers du Loiret (SDIS 45), à la suite des inondations du printemps 2016, qui ont vu les centres de secours du Loiret particulièrement engagés ;
- CHU de Nice (SAMU 06 et CUMP 06), à la suite de l'attentat de Nice de 2016 (échelon Or) ;
- Protection civile des Alpes-Maritimes (ADPC 06), à la suite de l'attentat de Nice de 2016 (échelon Or) ;
- Réserve Communale de Sécurité Civile (RCSC) de la Ville de Nice, à la suite de l'attentat de Nice de 2016 (échelon Or) ;
- Croix-Rouge des Alpes-Maritimes (DDUS 06), à la suite de l'attentat de Nice de 2016 (échelon Or) ;
- Police municipale de Nice, à la suite de l'attentat de Nice de 2016 (échelon Or).
- Corps départemental des sapeurs-pompiers de l'Oise (SDIS 60), à la suite des inondations en 2003 (argent)
- Corps départemental des sapeurs-pompiers de l'Hérault (SDIS 34), à la suite des inondations et des incendies de forêts qui ont touché le département pendant les années 2016 et 2017.
- Corps départemental des sapeurs-pompiers de la Seine-Maritime (SDIS 76), à la suite d'évènements météorologiques, des crues de Seine, de l'attentat de l'église de Saint-Étienne-du-Rouvray, de l’incendie meurtrier du bar le Cuba Libre à Rouen et de l'explosion de l'usine Saipol à Dieppe.
- Direction départementale de la Sécurité publique de l'Aude a la suite des Attentats du 23 mars 2018 (échelon Or).
- Compagnie républicaine de sécurité (CRS) n°57 (Carcassonne) à la suite des attentats du 23 mars 2018 (échelon Or).
- Service départemental d'incendie et de secours (SDIS) de l'Aude a la suite des attentats du 23 mars 2018 (échelon Or).
- Drapeau du Corps Départemental des Sapeurs-pompiers de la Gironde, à la suite des incendies forestiers de l'été 2022 (échelon or).

## Particularités
Contrairement à la règle générale concernant le port des médailles, les différents échelons de la médaille d'acte de courage et de dévouement sont portés simultanément.

## Dans la culture populaire
- Citée dans le film Les Tontons Flingueurs (1963, dialogues de Michel Audiard) par Antoine de la Foy, joué par Claude Rich : « Bref, seul rescapé d'une famille ébranlée par les guerres coloniales, les divorces et les accidents de la route : Papa, Adolphe Amédée de la Foy dit "Le président". Un personnage : il collectionne les pendules et les contraventions, les déceptions sentimentales et les décorations ; il les a toutes sauf la médaille de sauvetage, la plus belle selon lui, mais la plus difficile à décrocher quand on n'est pas Breton. »

## Médailles analogues étrangères
En Belgique, il existe la médaille pour actes de courage, de dévouement et d’humanité qui a été instituée sous le règne de Léopold Ier dans la continuité d'une législation hollandaise.
La Croix-Rouge attribue tous les deux ans depuis 1912 la médaille Florence Nightingale pour les infirmiers ou ceux de ses membres actifs s'étant distingués par leur dévouement ou la contribution au progrès des soins humanitaires.
La médaille Henry Dunant est une autre distinction pour courage et abnégation attribuée par la Croix-Rouge.
Dans les pays anglo-saxons, on parle de Bravery Medal.
La reine Victoria a institué en 1883 l'ordre de la Croix rouge royale (Royal Red Cross) décernée au personnel de santé des forces armées britanniques, pour services exceptionnels.
En URSS, puis en fédération de Russie, existe la médaille pour le Sauvetage de la noyade.